# Pteragogus enneacanthus
Pteragogus enneacanthus är en fiskart som först beskrevs av Bleeker, 1853.  Pteragogus enneacanthus ingår i släktet Pteragogus och familjen läppfiskar. IUCN kategoriserar arten globalt som livskraftig. Inga underarter finns listade i Catalogue of Life.